# NGC 2513
NGC 2513 ist eine elliptische Galaxie vom Hubble-Typ E im Sternbild Krebs auf der Ekliptik. Sie ist schätzungsweise 203 Millionen Lichtjahre von der Milchstraße entfernt.
Das Objekt wurde am 3. März 1786 von Wilhelm Herschel entdeckt.